# San Manuel (Cortés)
San Manuel é uma cidade hondurenha do departamento de Cortés.